# Sebastian Boenisch
Sebastian Peter Boenisch (geb. Pniowski; * 1. Februar 1987 in Gliwice) ist ein ehemaliger polnisch-deutscher Fußballspieler.
Von 2010 bis 2013 war er in der polnischen Nationalmannschaft aktiv. Zuvor war er für mehrere deutsche Juniorennationalmannschaften angetreten und wurde 2009 mit der deutschen U-21-Nationalmannschaft Europameister. Mit der polnischen Auswahl nahm er an der EM 2012 in Polen und der Ukraine teil.

## Karriere

### Im Verein

#### Jugend
Boenisch gelangte über die Stationen SSVg Heiligenhaus, Borussia Velbert und ab 2001 Rot-Weiß Oberhausen 2003 zum FC Schalke 04.

#### Profidebüt bei Schalke 04 und fünf Jahre in Bremen
Beim 0:6 in der zweiten Pokalrunde am 25. Oktober 2005 bei Eintracht Frankfurt stand Boenisch erstmals im Kader der Profimannschaft der Schalker. Auch im Champions-League-Gruppenspiel gegen Fenerbahçe Istanbul am 1. November 2005 und am 12. Spieltag in der Bundesliga-Spielzeit 2005/06 war er Bestandteil des Kaders der Bundesligamannschaft. Er erhielt am 26. Januar 2006 erstmals einen Profivertrag. Im Team der A-Junioren des FC Schalke 04 gewann er 2005 den DFB-Junioren-Vereinspokal und trug mit elf Toren als drittbester Torschütze der Saison 2005/06 zum Gewinn der Deutschen A-Juniorenmeisterschaft bei. Im Finale am 4. Juni 2006 steuerte er per Foulelfmeter das zweite Tor zum 2:1-Sieg gegen den FC Bayern München bei.

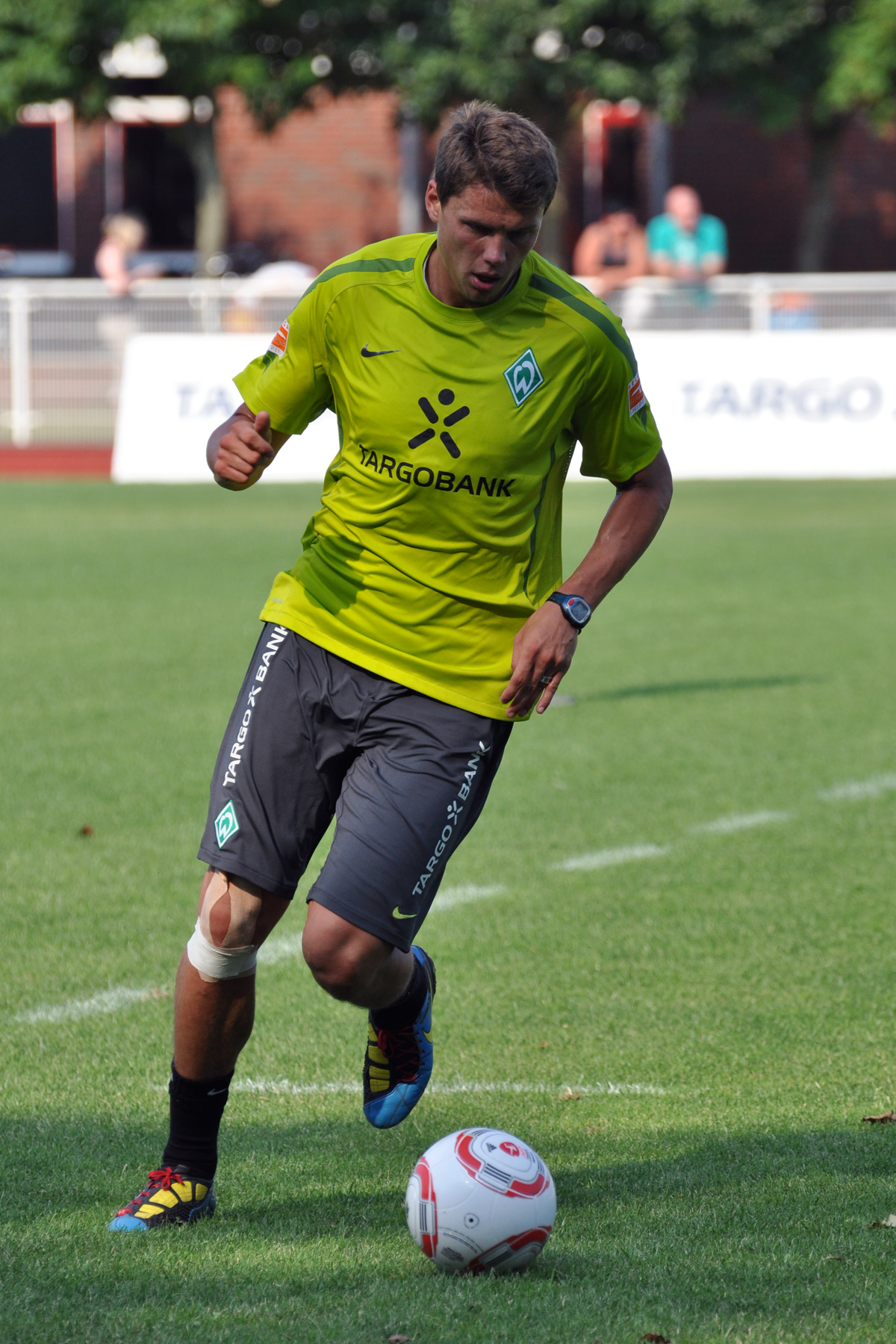
Boenisch während einer Trainingseinheit bei Werder Bremen (2010)

Im Mai 2007 verlängerte Schalke Boenischs Vertragslaufzeit bis 2010. Er gehörte zu Beginn der Saison 2007/08 nicht zum 18er-Kader und wechselte im August 2007 zum SV Werder Bremen, bei dem er einen bis 2011 laufenden Vertrag erhielt. Nach zwei kurzen Einsätzen fiel er verletzt für den Rest der Hinrunde aus und kam in der Rückrunde wieder zu regelmäßigen Einsätzen. In der Saison 2008/09 erreichte er mit Werder Bremen das Endspiel im UEFA- und DFB-Pokal. Nachdem das Endspiel im UEFA-Cup mit 1:2 n. V. gegen Schachtar Donezk verloren worden war – Boenisch hatte die kompletten 120 Minuten gespielt –, wurde das Endspiel im DFB-Pokal mit einem 1:0 gegen Bayer 04 Leverkusen gewonnen. In der Saison 2010/11 bestritt er verletzungsbedingt nur ein Spiel und gab am 24. März 2012 (27. Spieltag der Saison 2011/12) nach über einem Jahr sein Comeback beim 1:1 im Heimspiel gegen den FC Augsburg, als er in der 78. Minute für Tom Trybull eingewechselt wurde.

#### Bayer 04 Leverkusen
Nachdem sein Vertrag bei Werder Bremen nicht verlängert worden war, blieb Boenisch vor der Saison 2012/13 zunächst ohne Verein. Am 4. November 2012 unterschrieb er bei Bayer 04 Leverkusen einen zunächst bis zum Ende der Spielzeit 2012/13 laufenden Vertrag. Sein erstes Tor erzielte er am 19. Januar 2013 zum 1:0 beim 3:1-Sieg gegen Eintracht Frankfurt. Anfang Februar 2013 verlängerte er seine Vertragslaufzeit bis Ende Juni 2016. Am ersten Spieltag der Saison 2014/15, dem 23. August 2014, gab er im Spiel gegen Borussia Dortmund die Vorlage zum bis dahin schnellsten Tor der Bundesliga für den Torschützen Karim Bellarabi nach neun Sekunden Spielzeit. Ab Juni 2016 war er vereinslos.

#### TSV 1860 München
Nach acht Spieltagen der Saison 2016/17 unterschrieb Boenisch am 6. Oktober 2016 einen Vertrag beim Zweitligisten TSV 1860 München. Nachdem er einen Muskelfaserriss, die er sich im November 2016 zugezogen hatte, auskurierte, avancierte Boenisch in der Rückrunde der Saison zur Stammkraft in der Innenverteidigung der Löwen. Nach dem Abstieg aus der 2. Bundesliga verließ Boenisch den Verein nach einem Jahr.

#### Floridsdorfer AC
Nach über zwei Jahren ohne Verein wechselte er im August 2019 nach Österreich zum Zweitligisten Floridsdorfer AC, bei dem er einen bis Juni 2020 laufenden Vertrag erhielt. Nach acht Einsätzen in der 2. Liga löste er Ende Januar 2020 seinen Vertrag bei den Wienern auf.

#### 1. Wiener Neustädter SC
Daraufhin wechselte er im Februar 2020 zum Regionalligisten 1. Wiener Neustädter SC, für den er bis zum Saisonende 2 Spiele bestritt. Im Sommer 2020 beendete Boenisch seine Karriere.

### Nationalmannschaft

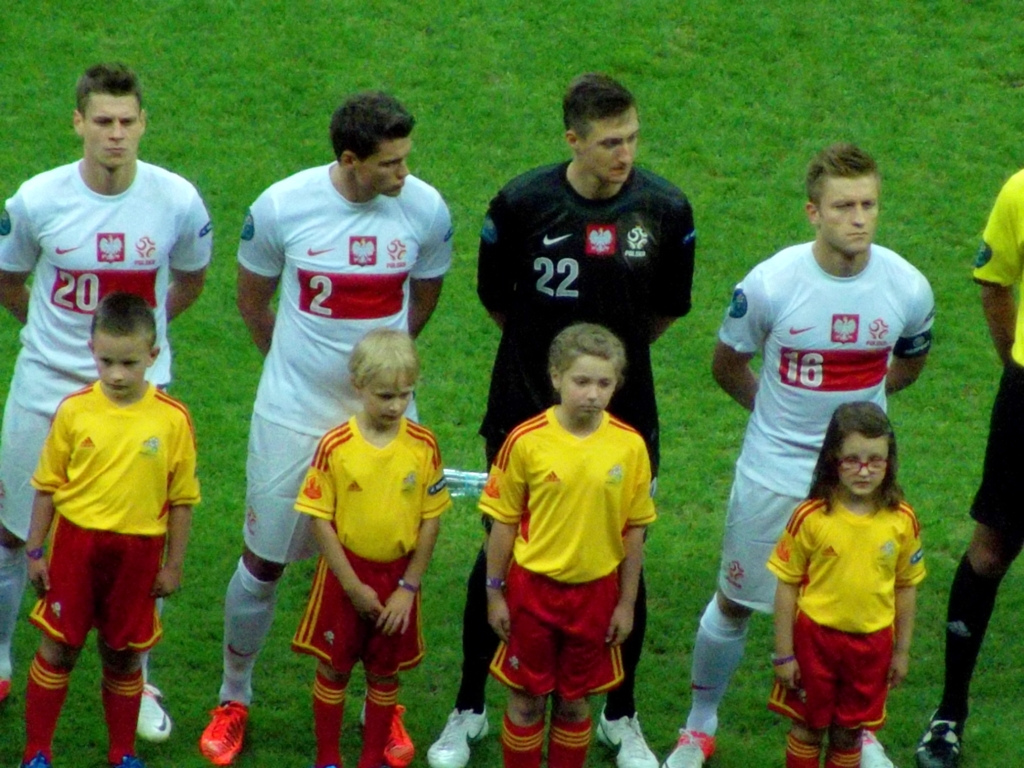
Boenisch (Nr. 2) neben seinen Mannschaftskollegen bei der EM 2012

Boenisch wurde im Februar 2006 vom polnischen Fußballverband zu einem Lehrgang der polnischen U-19-Nationalmannschaft eingeladen. Jedoch nahm er diese Einladung nicht wahr und entschied sich anschließend, für den DFB zu spielen. Am 14. November 2006 debütierte er für die deutsche U-20-Nationalmannschaft bei einem 4:1-Sieg gegen Österreich. In der Folgezeit bestritt Boenisch mehrere Spiele für die deutsche U-20- und U-21-Auswahl.
Kurz vor seinen 21. Geburtstag – dem Tag, bis zu dem seinerzeit ein Spieler mit mehreren Staatsbürgerschaften den Nationalverband wechseln konnte – entschied er sich schließlich dafür, weiterhin für die U-Nationalmannschaften des DFB zu spielen. Daraufhin wurde er im Sommer 2009 von damaligen Bundestrainer Horst Hrubesch ins Aufgebot für die U-21-EM in Schweden berufen, bei der er mit der deutschen U-21-Auswahl den Titel gewann. Nachdem Boenisch in der ersten Halbzeit des Auftaktspiels der deutschen U-21-Nationalmannschaft gegen Spanien wegen einer Bänderüberdehnung ausgewechselt worden war, war er beim 1:0-Sieg gegen Italien im Halbfinale und dem 4:0-Sieg im Endspiel gegen England über die volle Spieldauer im Einsatz.
In der Zwischenzeit hatte die FIFA die Altersbeschränkung für einen Wechsel des Nationalverbandes abgeschafft. Wegen besserer Perspektiven entschied sich Boenisch, für den polnischen Verband zu spielen. Am 20. August 2010 wurde er erstmals in den Kader der polnischen A-Nationalmannschaft berufen. Sein A-Länderspieldebüt für Polen gab er am 4. September 2010 in einem Freundschaftsspiel gegen die Ukraine. Im Mai 2012 wurde er in den polnischen Kader für die EM 2012 in Polen und der Ukraine berufen. Im Eröffnungsspiel des Turniers gab er am 8. Juni 2012 in der Startaufstellung gegen Griechenland sein Pflichtländerspieldebüt für Polen, womit ein erneuter Verbandswechsel unmöglich wurde. Er spielte in allen drei Vorrundenspielen Polens in der Gruppe A über die volle Spieldauer und schied dort mit dem Gastgeber als Gruppenletzter aus.
Seinen letzten Einsatz im Trikot der polnischen Nationalmannschaft hatte Boenisch am 10. September 2013 beim WM-Qualifikationsspiel gegen San Marino.

## Erfolge
- 1× DFB-Junioren-Vereinspokal-Sieger: 2005 mit dem FC Schalke 04
- 1× Deutscher A-Juniorenmeister: 2006 mit dem FC Schalke 04
- 2× Deutscher Vizemeister: 2007 und 2008 mit dem FC Schalke 04 und Werder Bremen
- 1× DFB-Pokal-Sieger: 2009 mit Werder Bremen
- 1× DFB-Pokal-Finalist: 2010 mit Werder Bremen
- 1× U-21-Europameister: 2009 mit Deutschland (U-21)
- 1× Teilnahme an einer Fußball-Europameisterschaft: 2012 mit Polen
- 1× UEFA-Cup-Finalist: 2009 mit Werder Bremen

## Privates
Sebastian Boenisch wurde 1987 im oberschlesischen Gliwice unter dem Nachnamen Pniowski geboren. 1988 wanderte er mit seiner Familie als Aussiedler aus, kam wegen der deutschen Herkunft seiner Urgroßmutter mit seiner Familie zuerst nach Dortmund und wuchs anschließend in Heiligenhaus im Niederbergischen Land auf. In Deutschland nahm die Familie den Namen Boenisch – Nachname seiner deutschen Vorfahren – an, weil seinem Vater seitens der Behörden zu verstehen gegeben wurde, dass er unter dem Namen Pniowski keine Anstellung finden werde.
Boenisch ist seit 2009 mit dem österreichischen Model Tatjana Batinic liiert, die 2006 Miss Austria war. Nach der Verlobung im Juni 2011 folgte im Juni 2013 die standesamtliche und im Dezember 2013 die kirchliche Hochzeit. 2015 kam das erste gemeinsame Kind zur Welt. 2018 wurde das zweite Kind geboren.